# Краснопартизанский сельсовет (Чарышский район)
Краснопартиза́нский сельсове́т — муниципальное образование со статусом сельского поселения и административно-территориальное образование в Чарышском районе Алтайского края России. Административный центр — село Красный Партизан.
Упразднён 4 марта 2022 года в связи с преобразованием муниципального района в муниципальный округ.

## Население
| 2005  | 2006  | 2007  | 2008  | 2009  | 2010  |
| ----- | ----- | ----- | ----- | ----- | ----- |
| 1414  | ↗1422 | ↘1413 | ↗1422 | ↗1436 | ↘1388 |
| 2011  | 2012  | 2013  | 2014  | 2015  | 2016  |
| ↘1382 | ↘1343 | ↘1335 | ↘1327 | ↗1338 | ↗1345 |
| 2017  | 2018  | 2019  | 2020  | 2021  |       |
| ↗1355 | ↘1343 | ↘1330 | ↘1293 | ↘1289 |       |

По результатам Всероссийской переписи населения 2010 года, численность населения муниципального образования составила 1388 человек, в том числе 660 мужчин и 728 женщин. Оценка Росстата на 1 января 2012 года — 1343 человека.

## Населённые пункты
В состав сельсовета входили 2 населённых пункта:
- село Красный Партизан,
- село Сваловка.